# Дважды Герои Советского Союза
В настоящем списке представлены в алфавитном порядке все Герои Советского Союза, дважды удостоенные этого звания (всего 154 человека). Список содержит даты Указов Президиума Верховного Совета СССР о присвоении звания, графическое обозначение рода войск (службы, деятельности), информацию о должности и воинском звании Героев на дату представления к присвоению звания Героя Советского Союза, годах их жизни.
Для облегчения восприятия представленной информации применена чередующаяся  заливка. 
Десять дважды Героев Советского Союза, удостоенных второго звания посмертно, выделены  серым цветом. 
Ныне живущие дважды Герои — всего 13 человек, все из которых космонавты, выделены  зелёным цветом. 

## Список награждённых
| № п/п | Фамилия Имя Отчество                                                                             | Дата Указа            | Род войск         | Должность | Звание                                          | Годы жизни                                                | БС ГС НЛ                        |
| ----- | ------------------------------------------------------------------------------------------------ | --------------------- | ----------------- | --- | ----------------------------------------------- | --------------------------------------------------------- | ------------------------------- |
| 1     | Аксёнов Владимир Викторович                                                                      | 28.09.1976 16.06.1980 | космонавт         | бортинженер космического корабля «Союз-22», 36-й космонавт СССР и 78-й космонавт мира бортинженер космического корабля «Союз Т-2» | —                                               | 01.02.1935 — 09.04.2024                                   | —                               |
| 2     | Александров Александр Павлович                                                                   | 23.11.1983 29.12.1987 | космонавт         | бортинженер космического корабля «Союз Т-9» и орбитального комплекса «Салют-7» — «Космос-1443», лётчик-космонавт СССР № 55 бортинженер космического корабля «Союз ТМ-3», орбитального комплекса «Мир» — «Квант» — «Союз ТМ-2» | —                                               | род. 20.02.1943                                           | —                               |
| 3     | Алексенко Владимир Аврамович                                                                     | 19.04.1945 29.06.1945 | авиация           | командир эскадрильи 15-го гвардейского штурмового авиационного полка 227-й штурмовой авиационной дивизии 1-й воздушной армии 3-го Белорусского фронта заместитель командира 15-го гвардейского штурмового авиационного полка 227-я штурмовой авиационной дивизии 1-й воздушной армии 3-го Белорусского фронта | гвардии капитан гвардии майор                   | 27.01.1923 — 16.06.1995                                   | [ БС 3 ] [ ГС 3 ] [ НЛ 1 ]      |
| 4     | Алелюхин Алексей Васильевич                                                                      | 24.08.1943 01.11.1943 | авиация           | командир эскадрильи 9-го гвардейского истребительного авиационного полка 6-й гвардейской истребительной авиационной дивизии 8-й воздушной армии Южного фронта | гвардии капитан                                 | 30.03.1920 — 29.10.1990                                   | [ БС 4 ] [ ГС 4 ] [ НЛ 2 ]      |
| 5     | Амет-Хан Султан крымскотат. Amet-Han Sultan                                                      | 24.08.1943 29.06.1945 | авиация           | командир эскадрильи 9-го гвардейского истребительного авиационного полка 6-й гвардейской истребительной авиационной дивизии 8-й воздушной армии помощник командира по воздушно-стрелковой службе 9-го гвардейского истребительного авиационного полка 6-й гвардейской истребительной авиационной дивизии 1-й воздушной армии | гвардии капитан гвардии майор                   | 20.10.1920 — 01.02.1971                                   | [ БС 5 ] [ ГС 5 ] [ НЛ 3 ]      |
| 6     | Андрианов Василий Иванович                                                                       | 01.07.1944 27.06.1945 | авиация           | командир звена 667-го штурмового авиационного полка 292-й штурмовой авиационной дивизии 5-й воздушной армии 2-го Украинского фронта командир эскадрильи 141-го гвардейского штурмового авиационного полка 9-й гвардейской штурмовой авиационной дивизии 2-й воздушной армии 1-го Украинского фронта | младший лейтенант гвардии капитан               | 13.08.1920 — 07.05.1999                                   | [ БС 6 ] [ ГС 6 ] [ НЛ 4 ]      |
| 7     | Артёменко Степан Елизарович укр. Артеменко Степан Єлизарович                                     | 27.02.1945 31.05.1945 | пехота            | командир стрелкового батальона 447-го стрелкового полка 397-й стрелковой дивизии 61-й армии 1-го Белорусского фронта | капитан майор                                   | 9 (22) января 1913 — 05.05.1977                           | [ БС 7 ] [ ГС 7 ] [ НЛ 5 ]      |
| 8     | Архипов Василий Сергеевич                                                                        | 21.03.1940 23.09.1944 | танкист           | командир танковой роты 112-го танкового батальона 35-й легкотанковой бригады 7-й армии Северо-Западного фронта командир 53-й гвардейской танковой бригады 6-го гвардейского танкового корпуса 3-й гвардейской танковой армии 1-го Украинского фронта | капитан гвардии полковник                       | 16 (29) декабря 1906 или 9 (22) декабря 1906 — 13.06.1985 | [ БС 8 ] [ ГС 8 ] [ НЛ 6 ]      |
| 9     | Асланов Ази Агадович (Асланов Ази Ахадович, Асланов Ази Ахад оглы) азерб. Aslanov Həzi Əhəd oğlu | 22.12.1942 21.06.1991 | танкист генерал   | командир 55-го отдельного танкового полка 2-й гвардейской армии Сталинградского фронта командир 35-й гвардейской танковой бригады 3-го гвардейского механизированного корпуса 1-го Прибалтийского фронта | подполковник генерал-майор                      | 22 января (4 февраля) 1910 — 24.01.1945                   | [ БС 9 ] [ ГС 9 ] [ НЛ 7 ]      |
| 10    | Баграмян Иван Христофорович (Баграмян Ованес Хачатурович) арм. Հովհաննես Քրիստափորի Բաղրամյան    | 29.07.1944 01.12.1977 | генерал маршал    | командующий 1-м Прибалтийским фронтом в Группе генеральных инспекторов Министерства обороны СССР | генерал армии Маршал Советского Союза           | 20 ноября (2 декабря) 1897 — 21.09.1982                   | —                               |
| 11    | Батов Павел Иванович                                                                             | 30.10.1943 02.06.1945 | генерал           | командующий 65-й армией | генерал-лейтенант генерал-полковник             | 20 мая (1 июня) 1897 — 19.04.1985                         | —                               |
| 12    | Бегельдинов Талгат Якубекович каз. Бигелдинов Талғат Жақыпбекұлы                                 | 26.10.1944 27.06.1945 | авиация           | заместитель командира эскадрильи 144-го гвардейского штурмового авиационного полка 9-й гвардейской штурмовой авиационной дивизии 5-й воздушной армии 2-го Украинского фронта командир эскадрильи 144-го гвардейского штурмового авиационного полка 9-й гвардейской штурмовой авиационной дивизии 1-го гвардейского штурмового авиационного корпуса 2-й воздушной армии 1-го Украинского фронта                                                                                       | гвардии старший лейтенант гвардии капитан       | 05.08.1922 — 10.11.2014                                   | —                               |
| 13    | Беда Леонид Игнатьевич укр. Біда Леонід Гнатович                                                 | 26.10.1944 29.06.1945 | авиация           | командир авиационной эскадрильи 75-го гвардейского штурмового авиационного полка 1-й гвардейской штурмовой авиационной дивизии 8-й воздушной армии 4-го Украинского фронта помощник командира 75-го гвардейского штурмового авиационного полка 1-й гвардейской штурмовой авиационной дивизии 1-й воздушной армии 3-го Белорусского фронта | гвардии старший лейтенант гвардии майор         | 16.08.1920 — 26.12.1976                                   | —                               |
| 14    | Белобородов Афанасий Павлантьевич                                                                | 22.07.1944 19.04.1945 | генерал           | командующий 43-й армией | генерал-лейтенант                               | 18 (31) января 1903 — 01.09.1990                          | —                               |
| 15    | Береговой Георгий Тимофеевич укр. Береговий Георгій Тимофійович                                  | 26.10.1944 01.11.1968 | авиация космонавт | командир эскадрильи 90-го гвардейского штурмового авиационного полка 4-й гвардейской штурмовой авиационной дивизии 5-го штурмового авиационного корпуса 5-й воздушной армии 2-го Украинского фронта за успешное выполнение космического полёта на корабле «Союз-3», лётчик-космонавт СССР № 12, космонавт мира № 32 | гвардии капитан полковник                       | 15.04.1921 — 30.06.1995                                   | [ БС 15 ] [ ГС 15 ] [ НЛ 8 ]    |
| 16    | Богданов Семён Ильич                                                                             | 11.03.1944 06.04.1945 | генерал           | командующий 2-й танковой армией 2-го Украинского фронта командующий 2-й гвардейской танковой армией 1-го Белорусского фронта | генерал-лейтенант гвардии генерал-полковник     | 17 (29) августа 1894 — 12.03.1960                         | —                               |
| 17    | Бойко Иван Никифорович укр. Бойко Іван Никифорович                                               | 10.01.1944 26.04.1944 | танкист           | командир 69-го гвардейского танкового полка 8-го гвардейского механизированного корпуса 1-й танковой армии 1-го Украинского фронта командир 64-й гвардейской танковой бригады 1-й танковой армии 1-го Украинского фронта | гвардии подполковник                            | 11 (24) октября 1910 или 11 (24) ноября 1910 — 12.05.1975 | [ БС 17 ] [ ГС 17 ] [ НЛ 9 ]    |
| 18    | Бондаренко Михаил Захарович укр. Бондаренко Михайло Захарович                                    | 06.06.1942 24.08.1943 | авиация           | командир эскадрильи 198-го штурмового авиационного полка 4-й ударной авиационной группы Ставки Верховного Главнокомандования Западного фронта штурман 198-го штурмового авиационного полка 233-й штурмовой авиационной дивизии 1-й воздушной армии Западного фронта | лейтенант майор                                 | 7 (20) октября 1913 — 27.07.1947                          | [ БС 18 ] [ ГС 18 ] [ НЛ 10 ]   |
| 19    | Боровых Андрей Егорович                                                                          | 24.08.1943 23.02.1945 | авиация           | командир звена 157-го истребительного авиационного полка 273-й истребительной авиационной дивизии 6-го истребительного авиационного корпуса 16-й воздушной армии Центрального фронта командир эскадрильи 157-го истребительного авиационного полка 234-й истребительной авиационной дивизии 6-го истребительного авиационного корпуса 16-й воздушной армии 1-го Белорусского фронта                                                                                                  | младший лейтенант капитан                       | 30.10.1921 — 07.11.1989                                   | [ БС 19 ] [ ГС 19 ] [ НЛ 11 ]   |
| 20    | Брандыс Анатолий Яковлевич укр. Брандис Анатолій Якович                                          | 23.02.1945 29.06.1945 | авиация           | заместитель командира эскадрильи 75-го гвардейского штурмового авиационного полка 1-й гвардейской штурмовой авиационной дивизии 8-й воздушной армии 4-го Украинского фронта командир эскадрильи 75-го гвардейского штурмового авиационного полка 1-й гвардейской штурмовой авиационной дивизии 1-й воздушной армии 3-го Белорусского фронта | гвардии старший лейтенант гвардии капитан       | 12.08.1923 — 23.03.1988                                   | [ БС 20 ] [ ГС 20 ] [ НЛ 12 ]   |
| 21    | Быковский Валерий Фёдорович                                                                      | 22.06.1963 28.09.1976 | космонавт         | пилот космического корабля «Восток-5», лётчик-космонавт СССР № 5 и 9-й космонавт мира командир космического корабля «Союз-22» | подполковник полковник                          | 02.08.1934 — 27.03.2019                                   | —                               |
| 22    | Василевский Александр Михайлович                                                                 | 29.07.1944 08.09.1945 | маршал            | начальник Генерального штаба Красной армии, заместитель Народного комиссара обороны СССР, член Ставки Верховного Главнокомандования главнокомандующий советскими войсками на Дальнем Востоке | Маршал Советского Союза                         | 18 (30) сентября 1895 — 05.12.1977                        | —                               |
| 23    | Волков Владислав Николаевич                                                                      | 22.10.1969 30.06.1971 | космонавт         | бортинженер космического корабля «Союз-7», лётчик-космонавт СССР № 20 бортинженер космического корабля «Союз-11» и первой в мире пилотируемой орбитальной станции «Салют» | —                                               | 23.11.1935 — 30.06.1971                                   | —                               |
| 24    | Волынов Борис Валентинович                                                                       | 22.01.1969 01.09.1976 | космонавт         | командир экипажа космического корабля «Союз-5», лётчик-космонавт СССР № 14 и 35-й космонавт мира командир космического корабля «Союз-21» и орбитальной станции «Салют-5» | полковник                                       | род. 18.12.1934                                           | —                               |
| 25    | Воробьёв Иван Алексеевич                                                                         | 19.08.1944 29.06.1945 | авиация           | командир звена 76-го гвардейского штурмового авиационного полка 1-й гвардейской штурмовой авиационной дивизии 8-й воздушной армии 4-го Украинского фронта командир эскадрильи 76-го гвардейского штурмового авиационного полка 1-й гвардейской штурмовой авиационной дивизии 1-й воздушной армии 3-го Белорусского фронта | гвардии старший лейтенант гвардии майор         | 26.08.1921 — 17.03.1991                                   | [ БС 25 ] [ ГС 25 ] [ НЛ 13 ]   |
| 26    | Ворожейкин Арсений Васильевич                                                                    | 04.02.1944 19.08.1944 | авиация           | командир эскадрильи 728-го истребительного авиационного полка 256-й истребительной авиационной дивизии 5-го истребительного авиационного корпуса 2-й воздушной армии 1-го Украинского фронта | капитан                                         | 15 (28) октября 1912 — 23.05.2001                         | [ БС 26 ] [ ГС 26 ] [ НЛ 14 ]   |
| 27    | Ворошилов Климент Ефремович                                                                      | 03.02.1956 22.02.1968 | маршал            | с марта 1953 года по май 1960 года — председатель Президиума Верховного Совета СССР, с мая 1960 года член Президиума Верховного Совета СССР, с 1921 года по октябрь 1961 года и с 1966 года — член ЦК КПСС, с 1952 года по июль 1960 года — член Президиума ЦК КПСС, делегат X—XXIII съездов партии, депутат Верховного Совета СССР 1—7 созывов | Маршал Советского Союза                         | 23 января (4 февраля) 1881 — 02.12.1969                   | —                               |
| 28    | Гареев Муса Гайсинович баш. Гәрәев Муса Ғaйса улы                                                | 23.02.1945 19.04.1945 | авиация           | командир эскадрильи 76-го гвардейского штурмового авиационного полка 1-й гвардейской штурмовой авиационной дивизии 1-й воздушной армии 3-го Белорусского фронта | гвардии капитан гвардии майор                   | 09.06.1922 — 17.09.1987                                   | [ БС 28 ] [ ГС 28 ] [ НЛ 15 ]   |
| 29    | Глазунов Василий Афанасьевич                                                                     | 19.03.1944 06.04.1945 | генерал           | командир 4-го гвардейского стрелкового корпуса 8-й гвардейской армии 3-го Украинского фронта командир 4-го гвардейского стрелкового корпуса 8-й гвардейской армии 1-го Белорусского фронта | гвардии генерал-майор гвардии генерал-лейтенант | 20 декабря 1895 (1 января 1896) — 27.06.1967              | [ БС 29 ] [ ГС 29 ] [ НЛ 16 ]   |
| 30    | Глинка Дмитрий Борисович укр. Глінка Дмитро Борисович                                            | 21.04.1943 24.08.1943 | авиация           | помощник командира по воздушно-стрелковой службе 45-го гвардейского истребительного авиационного полка 216-й смешанной авиационной дивизии 4-й воздушной армии Северо-Кавказского фронта помощник командира по воздушно-стрелковой службе 100-го гвардейского истребительного авиационного полка 9-й гвардейской истребительной авиационной дивизии 4-й воздушной армии Северо-Кавказского фронта                                                                                    | гвардии старший лейтенант гвардии капитан       | 27 ноября (10 декабря) 1917 — 01.03.1979                  | [ БС 30 ] [ ГС 30 ] [ НЛ 17 ]   |
| 31    | Головачёв Александр Алексеевич                                                                   | 23.09.1944 06.04.1945 | пехота            | командир 23-й гвардейской мотострелковой бригады 7-го гвардейского танкового корпуса 3-й гвардейской танковой армии | гвардии полковник                               | 27 ноября (10 декабря) 1909 — 06.03.1945                  | [ БС 31 ] [ ГС 31 ] [ НЛ 18 ]   |
| 32    | Головачёв Павел Яковлевич бел. Галавачоў Павел Якаўлевіч                                         | 01.11.1943 29.06.1945 | авиация           | командир звена 9-го гвардейского истребительного авиационного полка 6-й гвардейской истребительной авиационной дивизии 8-й воздушной армии 4-го Украинского фронта заместитель командира эскадрильи 9-го гвардейского истребительного авиационного полка 303-й истребительной авиационной дивизии 1-й воздушной армии 3-го Белорусского фронта | гвардии старший лейтенант гвардии капитан       | 2 (15) декабря 1917 — 02.07.1972                          | [ БС 32 ] [ ГС 32 ] [ НЛ 19 ]   |
| 33    | Голубев Виктор Максимович                                                                        | 12.08.1942 24.08.1943 | авиация           | командир звена 285-го штурмового авиационного полка 228-й гвардейской штурмовой авиационной дивизии 16-й воздушной армии Юго-Западного фронта командир эскадрильи 58-го гвардейского штурмового авиационного полка 2-й гвардейской штурмовой авиационной дивизии 16-й воздушной армии Центрального фронта | старший лейтенант гвардии майор                 | 4 (17) января 1916 — 17.05.1945                           | —                               |
| 34    | Горбатко Виктор Васильевич                                                                       | 22.10.1969 05.03.1977 | космонавт         | инженер-исследователь космического корабля «Союз-7», лётчик-космонавт СССР № 21 командир космического корабля «Союз-24» и орбитальной научной станции «Салют-5» | подполковник полковник                          | 03.12.1934 — 17.05.2017                                   | —                               |
| 35    | Горшков Сергей Георгиевич                                                                        | 07.05.1965 21.12.1982 | морской флот      | главнокомандующий Военно-Морским флотом СССР, заместитель министра обороны СССР | Адмирал Флота Советского Союза                  | 13 (26) февраля 1910 — 13.05.1988                         | —                               |
| 36    | Горюшкин Николай Иванович                                                                        | 10.01.1944 10.04.1945 | пехота            | командир роты 22-й гвардейской мотострелковой бригады 6-го гвардейского танкового корпуса 3-й гвардейской танковой армии Воронежского фронта командир батальона 22-й гвардейской мотострелковой бригады 6-го гвардейского танкового корпуса 3-й гвардейской танковой армии Воронежского фронта | гвардии старший лейтенант гвардии капитан       | 18 ноября (1 декабря) 1915 — 12.11.1945                   | [ БС 36 ] [ ГС 36 ] [ НЛ 20 ]   |
| 37    | Гречко Андрей Антонович укр. Гречко Андрій Антонович                                             | 01.02.1958 16.10.1973 | маршал            | 1-й заместитель министра обороны СССР, главнокомандующий Сухопутными войсками Советской Армии министр обороны СССР | Маршал Советского Союза                         | 4 (17) октября 1903 — 26.04.1976                          | —                               |
| 38    | Гречко Георгий Михайлович                                                                        | 12.02.1975 16.03.1978 | космонавт         | бортинженер космического корабля «Союз-17» и орбитальной станции «Салют-4», лётчик-космонавт СССР № 34 бортинженер космического корабля «Союз-26» и орбитального научно-исследовательского комплекса «Салют-6»-«Союз» | —                                               | 25.05.1931 — 08.04.2017                                   | —                               |
| 39    | Грицевец Сергей Иванович бел. Грыцавец Сяргей Іванавіч                                           | 22.02.1939 29.08.1939 | авиация           | командир истребительной авиационной эскадрильи в рядах республиканской Испании (Гражданская война в Испании) командир отдельной авиационной группы истребителей «И-153» 1-й армейской группы (Бои на Халхин-Голе) | майор                                           | 23 июня (6 июля) 1909 — 16.09.1939                        | —                               |
| 40    | Губарев Алексей Александрович                                                                    | 12.02.1975 16.03.1978 | космонавт         | командир космического корабля «Союз-17» и орбитальной станции «Салют-4», лётчик-космонавт СССР № 33 командир космического корабля «Союз-28» и орбитальной станции «Салют-6» | подполковник полковник                          | 29.03.1931 — 21.02.2015                                   | —                               |
| 41    | Гулаев Николай Дмитриевич                                                                        | 28.09.1943 01.07.1944 | авиация           | заместитель командира эскадрильи 27-го истребительного авиационного полка 205-й истребительной авиационной дивизии 5-го истребительного авиационного корпуса 2-й воздушной армии Воронежского фронта командир эскадрильи 129-го гвардейского истребительного авиационного полка 205-й истребительной авиационной дивизии 7-го истребительного авиационного корпуса 5-й гвардейской воздушной армии 2-го Украинского фронта                                                           | старший лейтенант гвардии капитан               | 26.02.1918 — 27.09.1985                                   | [ БС 41 ] [ ГС 41 ] [ НЛ 21 ]   |
| 42    | Гусаковский Иосиф Ираклиевич бел. Гусакоўскі Іосіф Іракліевіч                                    | 23.09.1944 06.04.1945 | танкист           | командир 44-й гвардейской танковой бригады 11-го гвардейского танкового корпуса 1-й гвардейской танковой армии 1-го Украинского фронта командир 44-й гвардейской танковой бригады 11-го гвардейского танкового корпуса 1-й гвардейской танковой армии 1-го Белорусского фронта | гвардии полковник                               | 12 (25) декабря 1904 — 20.02.1995                         | [ БС 42 ] [ ГС 42 ] [ НЛ 22 ]   |
| 43    | Денисов Сергей Прокофьевич                                                                       | 04.07.1937 21.03.1940 | авиация           | командир отряда 41-й истребительной авиационной эскадрильи 83-й истребительной авиационной бригады Белорусского военного округа начальник ВВС 7-й армии Северо-Западного фронта | капитан комдив                                  | 12 (25) декабря 1909 — 06.06.1971                         | [ БС 43 ] [ ГС 43 ] [ НЛ 23 ]   |
| 44    | Джанибеков Владимир Александрович                                                                | 16.03.1978 30.03.1981 | космонавт         | командир 1-й экспедиции посещения на орбитальной станции «Салют-6» — «Союз-26» — «Союз-27», 43-й космонавт СССР и 86-й космонавт мира командир советско-монгольского экипажа корабля «Союз-39» по программе 10-й экспедиции посещения на орбитальной станции «Салют-6» — «Союз Т-4» — «Союз-39» по программе «Интеркосмос» | полковник                                       | род. 13.05.1942                                           | —                               |
| 45    | Драгунский Давид Абрамович                                                                       | 23.09.1944 31.05.1945 | танкист           | командир 55-й гвардейской танковой бригады 7-го гвардейского танкового корпуса 3-й гвардейской танковой армии 1-го Украинского фронта | гвардии полковник                               | 2 (15) февраля 1910 — 12.10.1992                          | [ БС 45 ] [ ГС 45 ] [ НЛ 24 ]   |
| 46    | Евстигнеев Кирилл Алексеевич                                                                     | 02.08.1944 23.02.1945 | авиация           | командир эскадрильи 240-го истребительного авиационного полка 302-й истребительной авиационной дивизии 4-го истребительного авиационного корпуса 5-й воздушной армии 2-го Украинского фронта командир эскадрильи 178-го гвардейского истребительного авиационного полка 14-й гвардейской истребительной авиационной дивизии 3-го гвардейского истребительного авиационного корпуса 5-й воздушной армии 2-го Украинского фронта                                                       | старший лейтенант гвардии капитан               | 4 (17) февраля 1917 — 29.08.1996                          | [ БС 46 ] [ ГС 46 ] [ НЛ 25 ]   |
| 47    | Елисеев Алексей Станиславович                                                                    | 22.01.1969 22.10.1969 | космонавт         | бортинженер космических кораблей «Союз-4» — «Союз-5», лётчик-космонавт СССР № 15 бортинженер космического корабля «Союз-8» | —                                               | род. 13.07.1934                                           | —                               |
| 48    | Ефимов Александр Николаевич                                                                      | 26.10.1944 18.08.1945 | авиация           | командир эскадрильи 198-го штурмового авиационного полка 233-й штурмовой авиационной дивизии 4-й воздушной армии 2-го Белорусского фронта штурман 62-го штурмового авиационного полка 233-й штурмовой авиационной дивизии 4-й воздушной армии 2-го Белорусского фронта | старший лейтенант капитан                       | 06.02.1923 — 31.08.2012                                   | [ БС 48 ] [ ГС 48 ] [ НЛ 26 ]   |
| 49    | Ефремов Василий Сергеевич                                                                        | 01.05.1943 24.08.1943 | авиация           | командир эскадрильи 10-го гвардейского бомбардировочного авиационного полка 270-й бомбардировочной авиационной дивизии 8-й воздушной армии Южного фронта | гвардии капитан                                 | 1 (14) января 1915 — 19.08.1990                           | [ БС 49 ] [ ГС 49 ] [ НЛ 27 ]   |
| 50    | Зайцев Василий Александрович                                                                     | 05.05.1942 24.08.1943 | авиация           | штурман 5-го гвардейского истребительного авиационного полка Калининского фронта командир 5-го гвардейского истребительного авиационного полка 207-й истребительной авиационной дивизии 3-го смешанного авиационного корпуса 17-й воздушной армии Юго-Западного фронта | гвардии майор                                   | 28 декабря 1910 (10 января 1911) — 19.05.1961             | [ БС 50 ] [ ГС 50 ] [ НЛ 28 ]   |
| 51    | Захаров Матвей Васильевич                                                                        | 08.09.1945 22.09.1971 | генерал маршал    | начальник штабов Калининского, Резервного, Степного, 2-го Украинского и Забайкальского фронтов генеральный инспектор — советник Группы генеральных инспекторов Министерства обороны СССР | генерал армии Маршал Советского Союза           | 5 (17) августа 1898 — 31.01.1972                          | [ БС 51 ] [ ГС 51 ] [ НЛ 29 ]   |
| 52    | Иванченков Александр Сергеевич                                                                   | 02.11.1978 02.07.1982 | космонавт         | бортинженер космического корабля «Союз-29» и орбитальной станции «Салют-6», лётчик-космонавт СССР № 44 бортинженер космического корабля «Союз Т-6» и орбитального научно-исследовательского комплекса «Салют-7» — «Союз Т-5» — «Союз Т-6» | —                                               | род. 28.09.1940                                           | —                               |
| 53    | Камозин Павел Михайлович                                                                         | 01.05.1943 01.07.1944 | авиация           | заместитель командира эскадрильи 269-го истребительного авиационного полка 236-й истребительной авиационной дивизии 5-й воздушной армии Северо-Кавказского фронта командир эскадрильи 66-го истребительного авиационного полка 329-й истребительной авиационной дивизии 4-й воздушной армии 2-го Белорусского фронта | младший лейтенант капитан                       | 3 (16) июля 1917 — 24.11.1983                             | [ БС 53 ] [ ГС 53 ] [ НЛ 30 ]   |
| 54    | Карпов Александр Терентьевич                                                                     | 28.09.1943 22.08.1944 | авиация           | командир эскадрильи 27-го гвардейского истребительного авиационного полка 2-го гвардейского истребительного авиационного корпуса войск ПВО СССР | гвардии капитан                                 | 4 (17) октября 1917 — 20.10.1944 или 29.10.1944           | [ БС 54 ] [ ГС 54 ] [ НЛ 31 ]   |
| 55    | Катуков Михаил Ефимович                                                                          | 23.09.1944 06.04.1945 | генерал           | командующий 1-й гвардейской танковой армией | генерал-полковник                               | 4 (17) сентября 1900 — 08.06.1976                         | [ БС 55 ] [ ГС 55 ] [ НЛ 32 ]   |
| 56    | Кизим Леонид Денисович                                                                           | 10.12.1980 02.10.1984 | космонавт         | командир экипажа космического корабля «Союз Т-3» и орбитального научно-исследовательского комплекса «Салют-6» — «Союз Т-3» — «Прогресс-11» командир экипажа космического корабля «Союз Т-10» и орбитальной научной станции «Салют-7» | подполковник полковник                          | 05.08.1941 — 13.06.2010                                   | —                               |
| 57    | Климук Пётр Ильич бел. Клімук Пётр Ільіч                                                         | 28.12.1973 27.07.1975 | космонавт         | командир экипажа космического корабля «Союз-13», лётчик-космонавт СССР № 28 командир экипажа космического корабля «Союз-18» и орбитальной станции «Салют-4» | подполковник полковник                          | род. 10.06.1942 или 10.07.1942                            | —                               |
| 58    | Клубов Александр Фёдорович                                                                       | 13.04.1944 27.06.1945 | авиация           | заместитель командира истребительной авиационной эскадрильи 16-го гвардейского истребительного авиационного полка 9-й гвардейской истребительной авиационной дивизии 6-го гвардейского истребительного авиационного корпуса 2-й воздушной армии помощник командира по воздушно-стрелковой службе 16-го гвардейского истребительного авиационного полка 9-й гвардейской истребительной авиационной дивизии 6-го гвардейского истребительного авиационного корпуса 2-й воздушной армии | гвардии капитан                                 | 5 (18) января 1918 — 01.11.1944                           | [ БС 58 ] [ ГС 58 ] [ НЛ 33 ]   |
| 59    | Ковалёнок Владимир Васильевич бел. Кавалёнак Уладзімір Васільевіч                                | 02.11.1978 26.05.1981 | космонавт         | командир экипажа космического корабля «Союз-29» и орбитальной станции «Салют-6», лётчик-космонавт СССР № 40 командир экипажа космического корабля «Союз Т-4» и орбитальной станции «Салют-6» | полковник                                       | род. 03.03.1942                                           | —                               |
| 60    | Ковпак Сидор Артемьевич (Ковпак Сидор Артёмович) укр. Ковпак Сидір Артемович                     | 18.05.1942 04.01.1944 | партизан генерал  | командир Путивльского партизанского отряда и соединения партизанских отрядов Сумской области | — генерал-майор                                 | 26 мая (7 июня) 1887 — 11.12.1967                         | —                               |
| 61    | Козак Семён Антонович укр. Козак Семен Антонович                                                 | 26.10.1943 28.04.1945 | пехота генерал    | командир 73-й гвардейской стрелковой дивизии 24-го гвардейского стрелкового корпуса 7-й гвардейской армии Степного фронта командир 73-й гвардейской стрелковой дивизии 64-го стрелкового корпуса 57-й армии 3-го Украинского фронта | гвардии полковник гвардии генерал-майор         | 10 (23) мая 1902 — 24.12.1953                             | [ БС 61 ] [ ГС 61 ] [ НЛ 34 ]   |
| 62    | Коккинаки Владимир Константинович                                                                | 17.07.1938 17.09.1957 | авиация генерал   | старший лётчик-испытатель ОКБ С. В. Ильюшина | — генерал-майор                                 | 12 (25) июня 1904 — 07.01.1985                            | —                               |
| 63    | Колдунов Александр Иванович                                                                      | 02.08.1944 23.02.1948 | авиация           | командир эскадрильи 866-го истребительного авиационного полка 288-й истребительной авиационной дивизии 17-й воздушной армии 3-го Украинского фронта служба в ВВС СССР | капитан майор                                   | 20.09.1923 — 07.06.1992                                   | [ БС 63 ] [ ГС 63 ] [ НЛ 35 ]   |
| 64    | Комаров Владимир Михайлович                                                                      | 19.10.1964 24.04.1967 | космонавт         | начальник группы, старший инструктор-космонавт космического корабля «Восход» командир космического корабля «Союз-1» | полковник                                       | 16.03.1927 — 24.04.1967                                   | —                               |
| 65    | Конев Иван Степанович                                                                            | 29.07.1944 01.06.1945 | маршал            | командующий 1-м Украинским фронтом | Маршал Советского Союза                         | 16 (28) декабря 1897 — 21.05.1973                         | [ БС 65 ] [ ГС 65 ] [ НЛ 36 ]   |
| 66    | Кошевой Пётр Кириллович укр. Кошовий Петро Кирилович                                             | 16.05.1944 19.04.1945 | генерал           | командир 63-го стрелкового корпуса 51-й армии 4-го Украинского фронта командир 36-го гвардейского стрелкового корпуса 11-й гвардейской армии 3-го Белорусского фронта | генерал-майор генерал-лейтенант                 | 8 (21) декабря 1904 — 30.08.1976                          | [ БС 66 ] [ ГС 66 ] [ НЛ 37 ]   |
| 67    | Кравченко Андрей Григорьевич укр. Кравченко Андрій Григорович                                    | 10.01.1944 08.09.1945 | генерал           | командир 5-го гвардейского танкового корпуса командующий 6-й танковой армией | генерал-лейтенант генерал-полковник             | 18 (30) ноября 1899 — 18.10.1963                          | —                               |
| 68    | Кравченко Григорий Пантелеевич укр. Кравченко Григорій Пантелійович                              | 22.02.1939 29.08.1939 | авиация           | командир истребительной авиационной группы советских добровольцев в Китае командир 22-го истребительного авиационного полка 1-й армейской группы | майор                                           | 29 сентября (12 октября) 1912 — 23.02.1943                | —                               |
| 69    | Кретов Степан Иванович                                                                           | 13.03.1944 23.02.1948 | авиация           | командир эскадрильи 24-го гвардейского авиационного полка 50-й авиационной дивизии 6-го авиационного корпуса авиации дальнего действия служба в строевых частях ВВС СССР | капитан майор                                   | 25.12.1919 — 19.01.1975                                   | [ БС 69 ] [ ГС 69 ] [ НЛ 38 ]   |
| 70    | Крылов Николай Иванович                                                                          | 19.04.1945 08.09.1945 | генерал           | командующий 5-й армией 3-го Белорусского фронта командующий 5-й армией 1-го Дальневосточного фронта | генерал-полковник                               | 16 (29) апреля 1903 — 09.02.1972                          | [ БС 70 ] [ ГС 70 ] [ НЛ 39 ]   |
| 71    | Кубасов Валерий Николаевич                                                                       | 22.10.1969 22.07.1975 | космонавт         | бортинженер космического корабля «Союз-6», лётчик-космонавт СССР № 18 бортинженер космического корабля «Союз-19» по программе ЭПАС | —                                               | 07.01.1935 — 19.02.2014                                   | —                               |
| 72    | Кузнецов Михаил Васильевич                                                                       | 08.09.1943 27.06.1945 | авиация           | командир 814-го истребительного авиационного полка 207-й истребительной авиационной дивизии 3-го смешанного авиационного корпуса 17-й воздушной армии Юго-Западного фронта командир 106-го гвардейского истребительного авиационного полка 11-й гвардейской истребительной авиационной дивизии 2-й гвардейского штурмового авиационного корпуса 2-й воздушной армии 1-го Украинского фронта                                                                                          | майор гвардии подполковник                      | 25 октября (7 ноября) 1913 — 15.12.1989                   | [ БС 72 ] [ ГС 72 ] [ НЛ 40 ]   |
| 73    | Кунгурцев Евгений Максимович                                                                     | 23.02.1945 19.04.1945 | авиация           | командир звена 15-го гвардейского штурмового авиационного полка 277-й штурмовой авиационной дивизии 13-й воздушной армии Ленинградского фронта командир эскадрильи 15-го гвардейского штурмового авиационного полка 277-й штурмовой авиационной дивизии 1-й воздушной армии 3-го Белорусского фронта | гвардии лейтенант гвардии старший лейтенант     | 03.10.1921 — 11.05.2000                                   | [ БС 73 ] [ ГС 73 ] [ НЛ 41 ]   |
| 74    | Кутахов Павел Степанович                                                                         | 01.05.1943 15.08.1984 | авиация маршал    | командир эскадрильи 19-го гвардейского истребительного авиационного полка 258-й истребительной авиационной дивизии 7-й воздушной армии Карельского фронта Главнокомандующий Военно-воздушными силами СССР | гвардии майор Главный маршал авиации            | 3 (16) августа 1914 — 03.12.1984                          | [ БС 74 ] [ ГС 74 ] [ НЛ 42 ]   |
| 75    | Лавриненков Владимир Дмитриевич                                                                  | 01.05.1943 01.07.1944 | авиация           | заместитель командира эскадрильи 9-го гвардейского истребительного авиационного полка 268-й истребительной авиационной дивизии 8-й воздушной армии Южного фронта командир эскадрильи 9-го гвардейского истребительного авиационного полка 268-й истребительной авиационной дивизии 8-й воздушной армии Южного фронта | гвардии младший лейтенант гвардии майор         | 17.05.1919 — 14.01.1988                                   | [ БС 75 ] [ ГС 75 ] [ НЛ 43 ]   |
| 76    | Лебедев Валентин Витальевич                                                                      | 28.12.1973 10.12.1982 | космонавт         | бортинженер космического корабля «Союз-13» бортинженер космического корабля «Союз Т-5» и орбитальной станции «Салют-7» | —                                               | род. 14.04.1942                                           | —                               |
| 77    | Лелюшенко Дмитрий Данилович укр. Лелюшенко Дмитро Данилович                                      | 07.04.1940 06.04.1945 | танкист генерал   | командир 39-й отдельной танковой бригады командующий 4-й гвардейской танковой армией | полковник гвардии генерал-полковник             | 20 октября (2 ноября) 1901 — 20.07.1987                   | [ БС 77 ] [ ГС 77 ] [ НЛ 44 ]   |
| 78    | Леонов Алексей Архипович                                                                         | 23.03.1965 22.07.1975 | космонавт         | второй пилот космического корабля «Восход-2» командир экипажа космического корабля «Союз-19» по программе ЭПАС | подполковник генерал-майор                      | 30.05.1934—11.10.2019                                     | —                               |
| 79    | Леонов Виктор Николаевич                                                                         | 05.11.1944 14.09.1945 | морской флот      | командир отдельного разведывательного отряда Северного флота командир отдельного разведывательного отряда Тихоокеанского флота | лейтенант старший лейтенант                     | 8 (21) ноября 1916 — 07.10.2003                           | —                               |
| 80    | Луганский Сергей Данилович                                                                       | 02.09.1943 01.07.1944 | авиация           | командир эскадрильи 270-го истребительного авиационного полка 203-й истребительной авиационной дивизии 1-го штурмового авиационного корпуса 5-й воздушной армии Степного фронта командир эскадрильи 270-го истребительного авиационного полка 203-й истребительной авиационной дивизии 1-го штурмового авиационного корпуса 5-й воздушной армии 2-го Украинского фронта | капитан майор                                   | 01.10.1918 — 16.01.1977                                   | [ БС 79 ] [ ГС 80 ] [ НЛ 45 ]   |
| 81    | Ляхов Владимир Афанасьевич                                                                       | 19.08.1979 23.11.1983 | космонавт         | командир космического корабля «Союз-32» и орбитального научно-исследовательского комплекса «Салют-6» — «Союз-34», лётчик-космонавт СССР № 45 командир космического корабля «Союз Т-9» и орбитального научно-исследовательского комплекса «Салют-7»—"Союз Т-9"—"Космос-1443" | подполковник полковник                          | 20.07.1941 — 19.04.2018                                   | —                               |
| 82    | Мазуренко Алексей Ефимович укр. Мазуренко Олексій Юхимович                                       | 23.10.1942 05.11.1944 | авиация           | лётчик 57-го штурмового авиационного полка 8-й бомбардировочной авиационной бригады ВВС Балтийского флота командир 7-го гвардейского штурмового авиационного полка 9-й штурмовой авиационной дивизии ВВС Балтийского флота | младший лейтенант гвардии полковник             | 7 (20) июня 1917 — 11.03.2004                             | —                               |
| 83    | Макаров Олег Григорьевич                                                                         | 02.10.1973 16.03.1978 | космонавт         | бортинженер космического корабля «Союз-12», лётчик-космонавт СССР № 27 и 65-й космонавт мира бортинженер космического корабля «Союз-27» и орбитального научно-исследовательского комплекса «Салют-6» — «Союз-26» — «Союз-27» | —                                               | 06.01.1933 — 28.05.2003                                   | —                               |
| 84    | Малиновский Родион Яковлевич укр. Малиновський Родіон Якович                                     | 08.09.1945 22.11.1958 | маршал            | командующий Забайкальским фронтом министр обороны СССР | Маршал Советского Союза                         | 11 (23) ноября 1898 — 31.03.1967                          | [ БС 83 ] [ ГС 84 ] [ НЛ 46 ]   |
| 85    | Малышев Юрий Васильевич                                                                          | 16.06.1980 11.04.1984 | космонавт         | командир экипажа космического корабля «Союз Т-2» и орбитального научно-исследовательского комплекса «Салют-6» — «Союз-36» — «Союз Т-2», 47-й космонавт СССР и 95-й космонавт мира командир международного экипажа космического корабля «Союз Т-11» и орбитального научно-исследовательского комплекса «Салют-7»-«Союз Т-10» | подполковник полковник                          | 27.08.1941 — 08.11.1999                                   | —                               |
| 86    | Михайличенко Иван Харлампович укр. Михайличенко Іван Харлампійович                               | 01.07.1944 27.06.1945 | авиация           | старший лётчик 667-го штурмового авиационного полка 292-й штурмовой авиационной дивизии 1-го штурмового авиационного корпуса 5-й воздушной армии 2-го Украинского фронта командир эскадрильи 141-го гвардейского штурмового авиационного полка 9-й гвардейской штурмовой авиационной дивизии 1-го гвардейского штурмового авиационного корпуса 2-й воздушной армии 1-го Украинского фронта                                                                                           | лейтенант гвардии старший лейтенант             | 02.09.1920 — 02.06.1982                                   | [ БС 85 ] [ ГС 86 ] [ НЛ 47 ]   |
| 87    | Молодчий Александр Игнатьевич укр. Молодчий Олександр Гнатович                                   | 22.10.1941 31.12.1942 | авиация           | заместитель командира эскадрильи 420-го бомбардировочного авиационного полка 3-й авиационной дивизии дальнебомбардировочной авиации заместитель командира эскадрильи 2-го гвардейского авиационного полка 3-й авиационной дивизии авиации дальнего действия | младший лейтенант гвардии капитан               | 27.06.1920 — 09.06.2002                                   | [ БС 86 ] [ ГС 87 ] [ НЛ 48 ]   |
| 88    | Москаленко Кирилл Семёнович укр. Москаленко Кирило Семенович                                     | 23.10.1943 21.02.1978 | генерал маршал    | командующий 40-й армией Воронежского фронта главный инспектор Министерства обороны СССР, заместитель министра обороны СССР | генерал-полковник Маршал Советского Союза       | 28 апреля (11 мая) 1902 — 17.06.1985                      | —                               |
| 89    | Мыльников Григорий Михайлович                                                                    | 23.02.1945 19.04.1945 | авиация           | командир эскадрильи 15-го гвардейского штурмового авиационного полка 277-й штурмовой авиационной дивизии 13-й воздушной армии Ленинградского фронта командир эскадрильи 15-го гвардейского штурмового авиационного полка 277-й штурмовой авиационной дивизии 1-й воздушной армии 3-го Белорусского фронта | гвардии капитан гвардии майор                   | 25.05.1919 — 26.09.1979                                   | [ БС 88 ] [ ГС 89 ] [ НЛ 49 ]   |
| 90    | Мыхлик Василий Ильич укр. Михлик Василь Ілліч                                                    | 23.02.1945 29.06.1945 | авиация           | штурман 566-го штурмового авиационного полка 277-й штурмовой авиационной дивизии 13-й воздушной армии Ленинградского фронта командир эскадрильи 566-го штурмового авиационного полка 277-й штурмовой авиационной дивизии 1-й воздушной армии 3-го Белорусского фронта | старший лейтенант капитан                       | 29.12.1922 — 29.12.1996                                   | [ БС 89 ] [ ГС 90 ] [ НЛ 50 ]   |
| 91    | Недбайло Анатолий Константинович укр. Недбайло Анатолій Костянтинович                            | 19.04.1945 29.06.1945 | авиация           | командир эскадрильи 75-го гвардейского штурмового авиационного полка 1-й гвардейской штурмовой авиационной дивизии 1-й воздушной армии 3-го Белорусского фронта | гвардии капитан                                 | 28.01.1923 — 13.05.2008                                   | [ БС 90 ] [ ГС 91 ] [ НЛ 51 ]   |
| 92    | Николаев Андриян Григорьевич чув. Николаев Андриян Григорьевич                                   | 18.08.1962 03.07.1970 | космонавт         | пилот космического корабля «Восток-3», лётчик-космонавт СССР № 3 и 5-й космонавт мира командир космического корабля «Союз-9» | майор полковник                                 | 05.09.1929 — 03.07.2004                                   | —                               |
| 93    | Новиков Александр Александрович                                                                  | 17.04.1945 08.09.1945 | маршал            | командующий Военно-воздушными силами Рабоче-крестьянской Красной армии | Главный маршал авиации                          | 6 (19) ноября 1900 — 03.12.1976                           | —                               |
| 94    | Одинцов Михаил Петрович                                                                          | 04.02.1944 27.06.1945 | авиация           | командир эскадрильи 820-го штурмового авиационного полка 292-й штурмовой авиационной дивизии 1-го штурмового авиационного корпуса 5-й воздушной армии Степного фронта заместитель командира 155-го гвардейского штурмового авиационного полка 9-й гвардейской штурмовой авиационной дивизии 1-го гвардейского штурмового авиационного корпуса 2-й воздушной армии 1-го Украинского фронта                                                                                            | старший лейтенант гвардии майор                 | 18.11.1921 — 12.12.2011                                   | [ БС 93 ] [ ГС 94 ] [ НЛ 52 ]   |
| 95    | Осипов Василий Николаевич                                                                        | 20.06.1942 13.03.1944 | авиация           | лётчик-бомбардировщик 81-го авиационного полка 50-й авиационной дивизии авиации дальнего действия заместитель командира эскадрильи 5-го гвардейского авиационного полка 50-й авиационной дивизии 6-го авиационного корпуса авиации дальнего действия | старший лейтенант гвардии капитан               | 17 (30) декабря 1917 — 16.07.1991                         | [ БС 94 ] [ ГС 95 ] [ НЛ 53 ]   |
| 96    | Павлов Иван Фомич                                                                                | 04.02.1944 23.02.1945 | авиация           | командир звена 6-го гвардейского штурмового авиационного полка 3-й воздушной армии Калининского фронта командир эскадрильи 6-го гвардейского штурмового авиационного полка 3-й воздушной армии 1-го Прибалтийского фронта | гвардии старший лейтенант гвардии капитан       | 25.06.1922 — 12.10.1950                                   | [ БС 95 ] [ ГС 96 ] [ НЛ 54 ]   |
| 97    | Папанин Иван Дмитриевич                                                                          | 27.06.1937 03.02.1940 | морской флот      | начальник первой советской дрейфующей станции «Северный полюс-1» начальник Главсевморпути при Совете Министров СССР | —                                               | 14 (26) ноября 1894 — 30.01.1986                          | —                               |
| 98    | Паршин Георгий Михайлович                                                                        | 19.08.1944 19.04.1945 | авиация           | командир эскадрильи 943-го штурмового авиационного полка 277-й штурмовой авиационной дивизии 13-й воздушной армии Ленинградского фронта командир 943-го штурмового авиационного полка 277-й штурмовой авиационной дивизии 1-й воздушной армии 3-го Белорусского фронта | капитан майор                                   | 10 (23) мая 1916 — 13.03.1956                             | [ БС 97 ] [ ГС 98 ] [ НЛ 55 ]   |
| 99    | Петров Василий Степанович                                                                        | 24.12.1943 27.06.1945 | артиллерия        | заместитель командира 1850-го истребительно-противотанкового артиллерийского полка 32-й отдельной истребительно-противотанковой артиллерийской бригады 40-й армии Воронежского фронта командир 248-го гвардейского истребительно-противотанкового артиллерийского полка 11-й гвардейской истребительно-противотанковой артиллерийской бригады 52-й армии 1-го Украинского фронта | капитан гвардии майор                           | 05.03.1922 или 22.06.1922 — 15.04.2003                    | [ БС 98 ] [ ГС 99 ] [ НЛ 56 ]   |
| 100   | Плиев Исса Александрович осет. Плиты Алыксандры фырт Иссæ                                        | 16.04.1944 08.09.1945 | генерал           | командир конно-механизированной группы 3-го Украинского фронта командир конно-механизированной группы Забайкальского фронта | генерал-лейтенант генерал-полковник             | 12 (25) ноября 1903 — 06.02.1979 или 02.02.1979           | [ БС 99 ] [ ГС 100 ] [ НЛ 57 ]  |
| 101   | Плотников Павел Артемьевич                                                                       | 19.08.1944 27.06.1945 | авиация           | заместитель командира эскадрильи 82-го гвардейского бомбардировочного авиационного полка 1-й гвардейской бомбардировочной авиационной дивизии 2-го гвардейского бомбардировочного авиационного корпуса 5-й воздушной армии 2-го Украинского фронта командир эскадрильи 81-го гвардейского бомбардировочного авиаполка 1-й гвардейской бомбардировочной авиационной дивизии 6-го гвардейского бомбардировочного авиационного корпуса 2-й воздушной армии 1-го Украинского фронта      | гвардии старший лейтенант гвардии капитан       | 04.03.1920 — 14.12.2000                                   | [ БС 100 ] [ ГС 101 ] [ НЛ 58 ] |
| 102   | Покрышев Пётр Афанасьевич укр. Покришев Петро Опанасович                                         | 10.02.1943 24.08.1943 | авиация           | командир эскадрильи 154-го истребительного авиационного полка 8-й воздушной армии Ленинградского фронта командир 159-го истребительного авиационного полка 275-й истребительной авиационной дивизии 13-й воздушной армии Ленинградского фронта | капитан майор                                   | 11 (24) августа 1914 — 22.08.1967 или 23.08.1967          | [ БС 101 ] [ ГС 102 ] [ НЛ 59 ] |
| 103   | Полбин Иван Семёнович                                                                            | 23.11.1942 06.04.1945 | авиация генерал   | командир 150-го скоростного бомбардировочного авиационного полка Сталинградского фронта командир 6-го гвардейского бомбардировочного авиационного корпуса 2-й воздушной армии 1-го Украинского фронта | подполковник гвардии генерал-майор              | 14 (27) января 1905 — 11.02.1945                          | [ БС 102 ] [ ГС 103 ] [ НЛ 60 ] |
| 104   | Попков Виталий Иванович                                                                          | 08.09.1943 27.06.1945 | авиация           | командир звена 5-го гвардейского истребительного авиационного полка 207-й истребительной авиационной дивизии 3-го смешанного авиационного корпуса 17-й воздушной армии Юго-Западного фронта командир эскадрильи 5-го гвардейского истребительного авиационного полка 11-й гвардейской истребительной авиационной дивизии 2-го гвардейского штурмового авиационного корпуса 2-й воздушной армии 1-го Украинского фронта                                                               | гвардии младший лейтенант гвардии капитан       | 01.05.1922 — 06.02.2010                                   | [ БС 103 ] [ ГС 104 ] [ НЛ 61 ] |
| 105   | Попов Леонид Иванович                                                                            | 11.10.1980 22.05.1981 | космонавт         | командир экипажа космического корабля «Союз-35» и орбитального научно-исследовательского комплекса «Салют-6» — «Союз-35» — «Союз-37», лётчик-космонавт СССР № 46 командир экипажа космического корабля «Союз-40» и орбитального научно-исследовательского комплекса «Салют-6» — «Союз Т-4» — «Союз-40» | подполковник полковник                          | род. 31.08.1945                                           | —                               |
| 106   | Попович Павел Романович укр. Попович Павло Романович                                             | 18.08.1962 20.07.1974 | космонавт         | пилот космического корабля «Восток-4», лётчик-космонавт СССР № 4 и 6-й космонавт мира командир космического корабля «Союз-14» и орбитальной станции «Салют-3» | подполковник полковник                          | 05.10.1930 — 29.09.2009                                   | —                               |
| 107   | Прохоров Алексей Николаевич                                                                      | 19.04.1945 29.06.1945 | авиация           | командир звена 15-го гвардейского штурмового авиационного полка 277-й штурмовой авиационной дивизии 1-й воздушной армии 3-го Белорусского фронта командир эскадрильи 15-го гвардейского штурмового авиационного полка 277-й штурмовой авиационной дивизии 1-й воздушной армии 3-го Белорусского фронта | гвардии капитан                                 | 19.01.1923 — 27.05.2002                                   | [ БС 106 ] [ ГС 107 ] [ НЛ 62 ] |
| 108   | Раков Василий Иванович                                                                           | 07.02.1940 22.07.1944 | авиация           | командир эскадрильи 57-го бомбардировочного авиационного полка Военно-воздушных сил Балтийского флота командир 12-го гвардейского пикирующего бомбардировочного авиационного полка 8-й минно-торпедной авиационной дивизии Военно-воздушных сил Балтийского флота | майор гвардии подполковник                      | 26 января (8 февраля) 1909 — 28.12.1996                   | —                               |
| 109   | Речкалов Григорий Андреевич                                                                      | 24.05.1943 01.07.1944 | авиация           | командир звена 16-го гвардейского истребительного авиационного полка 216-й смешанной авиационной дивизии 4-й воздушной армии Северо-Кавказского фронта заместитель командира 16-го гвардейского истребительного авиационного полка 9-й гвардейской истребительной авиационной дивизии 7-го истребительного авиационного корпуса 5-й воздушной армии 2-го Украинского фронта | гвардии старший лейтенант гвардии капитан       | 09.02.1920 или 09.02.1918 — 22.12.1990                    | [ БС 108 ] [ ГС 109 ] [ НЛ 63 ] |
| 110   | Родимцев Александр Ильич                                                                         | 22.10.1937 22.06.1945 | пехота генерал    | военный советник в войсках испанских республиканцев командир 32-го гвардейского стрелкового корпуса 5-й гвардейской армии 1-го Украинского фронта | майор гвардии генерал-лейтенант                 | 23 февраля (8 марта) 1905 — 13.04.1977                    | [ БС 109 ] [ ГС 110 ] [ НЛ 64 ] |
| 111   | Рокоссовский Константин Константинович пол. Rokossowski Konstanty                                | 29.07.1944 01.06.1945 | маршал            | командующий 1-м Белорусским фронтом командующий 2-м Белорусским фронтом | Маршал Советского Союза                         | 9 (21) декабря 1896 — 03.08.1968                          | —                               |
| 112   | Романенко Юрий Викторович                                                                        | 16.03.1978 26.09.1980 | космонавт         | командир космического корабля «Союз-26» и орбитального научно-исследовательского комплекса «Салют-6» — «Союз-27» — «Союз-28» — «Союз-26», 42-й космонавт СССР и 85-й космонавт мира командир космического корабля «Союз-38» и орбитального научно-исследовательского комплекса «Союз-37» — «Салют-6» — «Союз-38» | подполковник полковник                          | род. 01.08.1944                                           | —                               |
| 113   | Рукавишников Николай Николаевич                                                                  | 30.04.1971 11.12.1974 | космонавт         | инженер-испытатель космического корабля «Союз-10» и орбитальной станции «Салют», лётчик-космонавт СССР № 23 бортинженер космического корабля «Союз-16» | —                                               | 18.09.1932 — 19.10.2002                                   | —                               |
| 114   | Рыбалко Павел Семёнович укр. Рибалко Павло Семенович                                             | 17.11.1943 06.04.1945 | генерал           | командующий 3-й гвардейской танковой армией 1-го Украинского фронта | генерал-лейтенант генерал-полковник             | 23 октября (4 ноября) 1894 — 28.08.1948                   | —                               |
| 115   | Рюмин Валерий Викторович                                                                         | 19.08.1979 11.10.1980 | космонавт         | бортинженер космического корабля «Союз-32» и орбитального научно-исследовательского комплекса «Салют-6» — «Союз-32» — «Союз-33 — «Союз-34» бортинженер космического корабля «Союз-35» и орбитального научно-исследовательского комплекса «Салют-6» — «Союз-36» — «Союз Т-2 — «Союз-37» — «Союз-38» | —                                               | 16.08.1939 — 06.06.2022                                   | —                               |
| 116   | Рязанов Алексей Константинович                                                                   | 24.08.1943 18.08.1945 | авиация           | командир эскадрильи 4-го истребительного авиационного полка 287-й истребительной авиационной дивизии 4-й воздушной армии Северо-Кавказского фронта заместитель командира 4-го истребительного авиационного полка 185-й истребительной авиационной дивизии 14-го истребительного авиационного корпуса 15-й воздушной армии 2-го Прибалтийского фронта | майор                                           | 27.02.1920 — 01.08.1992                                   | [ БС 115 ] [ ГС 116 ] [ НЛ 65 ] |
| 117   | Рязанов Василий Георгиевич                                                                       | 22.02.1944 02.06.1945 | генерал           | командир 1-го штурмового авиационного корпуса 5-й воздушной армии Степного фронта командир 1-го гвардейского штурмового авиационного корпуса 2-й воздушной армии 1-го Украинского фронта | генерал-лейтенант гвардии генерал-лейтенант     | 12 (25) января 1901 — 08.07.1951                          | [ БС 115 ] [ ГС 117 ] [ НЛ 66 ] |
| 118   | Савиных Виктор Петрович                                                                          | 26.05.1981 20.12.1985 | космонавт         | бортинженер космического корабля «Союз Т-4» и орбитальной станции «Салют-6», лётчик-космонавт СССР № 50 и 100-й космонавт мира бортинженер космического корабля «Союз Т-13» и орбитальной станции «Салют-7» | —                                               | род. 07.03.1940                                           | —                               |
| 119   | Савицкая Светлана Евгеньевна                                                                     | 27.08.1982 29.07.1984 | космонавт         | космонавт-исследователь космического корабля «Союз Т-7» и орбитальной станции «Салют-7», 53-й космонавт СССР и 111-й космонавт мира бортинженер космического корабля «Союз Т-12» и орбитальной станции «Салют-7» | —                                               | род. 08.08.1948                                           | —                               |
| 120   | Савицкий Евгений Яковлевич                                                                       | 11.05.1944 02.06.1945 | генерал           | командир 3-го истребительного авиационного корпуса 8-й воздушной армии 4-го Украинского фронта командир 3-го истребительного авиационного корпуса 16-й воздушной армии 1-го Белорусского фронта | генерал-майор генерал-лейтенант                 | 11 (24) декабря 1910 — 06.04.1990                         | [ БС 118 ] [ ГС 120 ] [ НЛ 67 ] |
| 121   | Сафонов Борис Феоктистович                                                                       | 16.09.1941 14.06.1942 | авиация           | командир эскадрильи 72-го смешананного авиационного полка Военно-воздушных сил Северного флота командир 2-го гвардейского смешанного авиационного полка Военно-воздушных сил Северного флота | капитан гвардии подполковник                    | 13 (26) августа 1915 — 30.05.1942                         | —                               |
| 122   | Севастьянов Виталий Иванович                                                                     | 03.07.1970 27.07.1975 | космонавт         | бортинженер космического корабля «Союз-9», 22-й космонавт СССР и 47-й космонавт мира бортинженер космического корабля «Союз-18» и орбитальной станции «Салют-4» | —                                               | 08.07.1935 — 06.04.2010                                   | —                               |
| 123   | Семейко Николай Илларионович укр. Семейко Микола Іларіонович                                     | 19.04.1945 29.06.1945 | авиация           | штурман эскадрильи 75-го гвардейского штурмового авиационного полка 1-й гвардейской штурмовой авиационной дивизии 1-й воздушной армии 3-го Белорусского фронта штурман 75-го гвардейского штурмового авиационного полка 1-й гвардейской штурмовой авиационной дивизии 1-й воздушной армии 3-го Белорусского фронта | гвардии капитан                                 | 25.03.1923 — 20.04.1945                                   | [ БС 121 ] [ ГС 123 ] [ НЛ 68 ] |
| 124   | Сенько Василий Васильевич укр. Сенько Василь Васильович                                          | 25.03.1943 29.06.1945 | авиация           | штурман экипажа 752-го авиационного полка 24-й авиационной дивизии авиации дальнего действия штурман звена 10-го гвардейского авиационного полка 3-й гвардейской авиационной дивизии 3-го гвардейского авиационного корпуса 18-й воздушной армии | младший лейтенант гвардии капитан               | 15.10.1921 — 05.06.1984                                   | [ БС 122 ] [ ГС 124 ] [ НЛ 69 ] |
| 125   | Сивков Григорий Флегонтович                                                                      | 04.02.1944 18.08.1945 | авиация           | командир эскадрильи 210-го штурмового авиационного полка 230-й штурмовой авиационной дивизии 4-й воздушной армии Северо-Кавказского фронта штурман 210-го штурмового авиационного полка 136-й штурмовой авиационной дивизии 10-го штурмового авиационного корпуса 17-й воздушной армии 3-го Украинского фронта | старший лейтенант капитан                       | 10.02.1921 — 20.11.2009                                   | [ БС 123 ] [ ГС 125 ] [ НЛ 70 ] |
| 126   | Скоморохов Николай Михайлович                                                                    | 23.02.1945 18.08.1945 | авиация           | командир эскадрильи 31-го истребительного авиационного полка 295-й истребительной авиационной дивизии 9-го смешанного авиационного корпуса 17-й воздушной армии 3-го Украинского фронта | капитан                                         | 19.05.1920 — 14.10.1994                                   | [ БС 124 ] [ ГС 126 ] [ НЛ 71 ] |
| 127   | Слюсаренко Захар Карпович укр. Слюсаренко Захар Карпович                                         | 23.09.1944 31.05.1945 | танкист           | командир 56-й гвардейской танковой бригады 7-го гвардейского танкового корпуса 3-й гвардейской танковой армии 1-го Украинского фронта | гвардии полковник                               | 3 (16) сентября 1907 — 06.04.1987                         | [ БС 125 ] [ ГС 127 ] [ НЛ 72 ] |
| 128   | Смирнов Алексей Семёнович                                                                        | 28.09.1943 23.02.1945 | авиация           | заместитель командира эскадрильи 28-го гвардейского истребительного авиационного полка 5-й гвардейской истребительной авиационной дивизии 6-й воздушной армии Северо-Западного фронта командир эскадрильи 28-го гвардейского истребительного авиационного полка 5-й гвардейской истребительной авиационной дивизии 11-го истребительного авиационного корпуса 3-й воздушной армии 1-го Прибалтийского фронта                                                                         | гвардии капитан гвардии майор                   | 25 января (7 февраля) 1917 — 07.08.1987                   | [ БС 126 ] [ ГС 128 ] [ НЛ 73 ] |
| 129   | Смушкевич Яков Владимирович                                                                      | 21.06.1937 17.11.1939 | авиация           | старший военный советник по авиации Испанской республиканской армии командир авиационной группы 1-й армейской группы | комбриг комкор                                  | 1 (14) апреля 1902 — 28.10.1941                           | —                               |
| 130   | Соловьёв Владимир Алексеевич                                                                     | 02.10.1984 16.07.1986 | космонавт         | бортинженер космического корабля «Союз Т-10» и орбитальной станции «Салют-7», лётчик-космонавт СССР № 56 бортинженер космического корабля «Союз Т-15» и орбитальных станций «Салют-7» и «Мир» | —                                               | род. 11.11.1946                                           | —                               |
| 131   | Степаненко Иван Никифорович укр. Степаненко Іван Ничипорович                                     | 13.04.1944 18.08.1945 | авиация           | заместитель командира эскадрильи 4-го истребительного авиационного полка 11-го смешанного авиационного корпуса 15-й воздушной армии Брянского фронта командир эскадрильи 4-го истребительного авиационного полка 185-й истребительной авиационной дивизии 14-го истребительного авиационного корпуса 15-й воздушной армии 2-го Прибалтийского фронта | старший лейтенант майор                         | 13.04.1920 — 31.05.2007                                   | [ БС 129 ] [ ГС 131 ] [ НЛ 74 ] |
| 132   | Степанищев Михаил Тихонович                                                                      | 26.10.1944 29.06.1945 | авиация           | штурман 76-го гвардейского штурмового авиационного полка 1-й гвардейской штурмовой авиационной дивизии 8-й воздушной армии 4-го Украинского фронта заместитель командира 76-го гвардейского штурмового авиационного полка 1-й гвардейской штурмовой авиационной дивизии 1-й воздушной армии 3-го Белорусского фронта | гвардии капитан гвардии майор                   | 29 ноября (12 декабря) 1917 — 08.09.1946                  | [ БС 130 ] [ ГС 132 ] [ НЛ 75 ] |
| 133   | Степанян Нельсон Георгиевич арм. Ստեփանյան Նելսոն                                                | 23.10.1942 06.03.1945 | авиация           | командир звена 57-го штурмового авиационного полка 8-й бомбардировочной авиационной бригады Военно-воздушных сил Балтийского флота командир 47-го штурмового авиационного полка 11-й штурмовой авиационной дивизии Военно-воздушных сил Балтийского флота | младший лейтенант подполковник                  | 15 (28) марта 1913 — 14.12.1944                           | —                               |
| 134   | Столяров Николай Георгиевич                                                                      | 01.07.1944 27.06.1945 | авиация           | командир звена 667-го штурмового авиационного полка 292-й штурмовой авиационной дивизии 1-го штурмового авиационного корпуса 5-й воздушной армии 2-го Украинского фронта штурман 141-го гвардейского штурмового авиационного полка 3-й гвардейской штурмовой авиационной дивизии 1-го гвардейского штурмового авиационного корпуса 2-й воздушной армии 1-го Украинского фронта | лейтенант гвардии капитан                       | 22.05.1922 — 23.02.1993                                   | [ БС 132 ] [ ГС 134 ] [ НЛ 76 ] |
| 135   | Стрекалов Геннадий Михайлович                                                                    | 10.12.1980 11.04.1984 | космонавт         | инженер-исследователь космического корабля «Союз Т-3» и орбитальной станции «Салют-6», 49-й лётчик-космонавт СССР и 99-й космонавт мира бортинженер космического корабля «Союз Т-11» и орбитального научно-исследовательского комплекса «Салют-7» — «Союз Т-10» | —                                               | 28.10.1940 — 25.12.2004                                   | —                               |
| 136   | Супрун Степан Павлович укр. Супрун Степан Павлович                                               | 20.05.1940 22.07.1941 | авиация           | командир группы истребителей командир 401-го истребительного авиационного полка 23-й смешанной авиационной дивизии Западного фронта | майор подполковник                              | 20 июля (2 августа) 1907 — 04.07.1941                     | [ БС 134 ] [ ГС 136 ] [ НЛ 77 ] |
| 137   | Таран Павел Андреевич укр. Таран Павло Андрійович                                                | 20.06.1942 13.03.1944 | авиация           | командир звена 81-го дальнебомбардировочного авиационного полка 50-й дальнебомбардировочной авиационной дивизии дальнебомбардировочной авиации командир эскадрильи 5-го гвардейского авиационного полка 50-й авиационной дивизии 6-го авиационного корпуса авиации дальнего действия | старший лейтенант гвардии майор                 | 5 (18) октября 1916 — 14.09.2005                          | [ БС 135 ] [ ГС 137 ] [ НЛ 78 ] |
| 138   | Тимошенко Семён Константинович укр. Тимошенко Семен Костянтинович                                | 21.03.1940 18.02.1965 | генерал маршал    | командующий Северо-Западным фронтом в Группе генеральных инспекторов Министерства обороны СССР | командарм 1-го ранга Маршал Советского Союза    | 6 (18) февраля 1895 — 31.03.1970                          | —                               |
| 139   | Фёдоров Алексей Фёдорович                                                                        | 18.05.1942 04.01.1944 | партизан генерал  | командир Черниговско-Волынского партизанского соединения, 1-й секретарь Черниговского и Волынского подпольных обкомов партии | полковой комиссар генерал-майор                 | 17 (30) марта 1901 — 09.09.1989                           | —                               |
| 140   | Фёдоров Евгений Петрович                                                                         | 07.04.1940 29.06.1945 | авиация           | командир эскадрильи 6-го дальнебомбардировочного авиационного полка 27-й дальнебомбардировочной авиационной дивизии 7-й армии Северо-Западного фронта заместитель командира 2-й гвардейской авиационной дивизии 2-го гвардейского авиационного корпуса авиации дальнего действия | капитан гвардии подполковник                    | 15 (28) декабря 1911 — 15.07.1993                         | [ БС 138 ] [ ГС 140 ] [ НЛ 79 ] |
| 141   | Фесин Иван Иванович                                                                              | 01.03.1943 01.11.1943 | пехота            | командир 13-й мотострелковой бригады 3-й танковой армии Воронежского фронта командир 236-й стрелковой дивизии 46-й армии Степного фронта | полковник                                       | 11 (24) июня 1904 — 24.12.1991                            | [ БС 139 ] [ ГС 141 ] [ НЛ 80 ] |
| 142   | Филипченко Анатолий Васильевич                                                                   | 22.10.1969 11.12.1974 | космонавт         | командир космического корабля «Союз-7», лётчик-космонавт СССР № 19 командир космического корабля «Союз-16» | полковник                                       | 26.02.1928 — 07.08.2022                                   | —                               |
| 143   | Фомичёв Михаил Георгиевич                                                                        | 23.09.1944 31.05.1945 | танкист           | командир 63-й гвардейской танковой бригады 10-го гвардейского танкового корпуса 4-й танковой армии 1-го Украинского фронта | гвардии полковник                               | 25 сентября (8 октября) 1911 — 18.11.1987                 | [ БС 141 ] [ ГС 143 ] [ НЛ 81 ] |
| 144   | Хохряков Семён Васильевич                                                                        | 24.05.1944 10.04.1945 | танкист           | командир танкового батальона 54-й гвардейской танковой бригады 7-го гвардейского танкового корпуса 3-й гвардейской танковой армии 1-го Украинского фронта | гвардии майор                                   | 18 (31) декабря 1915 — 17.04.1945                         | [ БС 142 ] [ ГС 144 ] [ НЛ 82 ] |
| 145   | Хрюкин Тимофей Тимофеевич                                                                        | 22.02.1939 19.04.1945 | авиация генерал   | командир авиационной группы командующий 1-й воздушной армией 3-го Белорусского фронта | полковник генерал-полковник                     | 8 (21) июня 1910 — 19.07.1953                             | —                               |
| 146   | Челноков Николай Васильевич                                                                      | 14.06.1942 19.08.1944 | авиация           | командир эскадрильи 57-го штурмового авиационного полка 8-й бомбардировочной авиационной бригады Военно-воздушных сил Балтийского флота командир 8-го гвардейского штурмового авиационного полка 11-й штурмовой авиационной дивизии Военно-воздушных сил Балтийского флота | капитан гвардии подполковник                    | 26 апреля (9 мая) 1906 — 16.07.1974                       | [ БС 144 ] [ ГС 146 ] [ НЛ 83 ] |
| 147   | Черняховский Иван Данилович                                                                      | 17.10.1943 29.07.1944 | генерал           | командующий 60-й армией Воронежского фронта командующий войсками 3-го Белорусского фронта | генерал-лейтенант генерал армии                 | 16 (29) июня 1906 — 18.02.1945                            | —                               |
| 148   | Чуйков Василий Иванович                                                                          | 19.03.1944 06.04.1945 | генерал           | командующий 62-й армией 3-го Украинского фронта командующий 8-й гвардейской армией 1-го Белорусского фронта | генерал-полковник гвардии генерал-полковник     | 31 января (12 февраля) 1900 — 18.03.1982                  | [ БС 146 ] [ ГС 148 ] [ НЛ 84 ] |
| 149   | Шабалин Александр Осипович                                                                       | 22.02.1944 05.11.1944 | морской флот      | командир торпедного катера 1-го отдельного дивизиона торпедных катеров Охраны водного района Главной базы Северного флота командир отряда катеров 1-го дивизиона торпедных катеров бригады торпедных катеров Северного флота | капитан-лейтенант                               | 22 октября (4 ноября) 1914 — 16.01.1982                   | [ БС 147 ] [ ГС 149 ] [ НЛ 85 ] |
| 150   | Шаталов Владимир Александрович                                                                   | 22.01.1969 22.10.1969 | космонавт         | командир космического корабля «Союз-4», лётчик-космонавт СССР № 13 и 34-й космонавт мира командир космического корабля «Союз-8» | полковник                                       | 08.12.1927 — 15.06.2021                                   | —                               |
| 151   | Шилин Афанасий Петрович                                                                          | 22.02.1944 24.03.1945 | артиллерия        | командир взвода управления 132-го гвардейского артиллерийского полка 60-й гвардейской стрелковой дивизии 12-й армии 3-го Украинского фронта начальник разведки дивизиона 132-го гвардейского артиллерийского полка 60-й гвардейской стрелковой дивизии 5-й ударной армии 1-го Белорусского фронта | гвардии лейтенант гвардии старший лейтенант     | 01.09.1924 — 22.05.1982                                   | [ БС 149 ] [ ГС 151 ] [ НЛ 86 ] |
| 152   | Шурухин Павел Иванович                                                                           | 23.10.1943 24.03.1945 | пехота            | командир 132-го гвардейского стрелкового полка 42-й гвардейской стрелковой дивизии 40-й армии Воронежского фронта командир 132-го гвардейского стрелкового полка 42-й гвардейской стрелковой дивизии 40-й армии 1-го Украинского фронта | гвардии майор гвардии подполковник              | 5 (18) ноября 1912 — 03.11.1956                           | [ БС 150 ] [ ГС 152 ] [ НЛ 87 ] |
| 153   | Шутов Степан Фёдорович                                                                           | 10.01.1944 13.09.1944 | танкист           | командир 20-й гвардейской танковой бригады 5-го гвардейского танкового корпуса 38-й армии 1-го Украинского фронта командир 20-й гвардейской танковой бригады 5-го гвардейского танкового корпуса 6-й танковой армии 2-го Украинского фронта | гвардии полковник                               | 17 (30) января 1902 — 17.04.1963                          | [ БС 151 ] [ ГС 153 ] [ НЛ 88 ] |
| 154   | Якубовский Иван Игнатьевич бел. Якубоўскі Іван Ігнацьевіч                                        | 10.01.1944 23.09.1944 | танкист           | командир 91-й отдельной танковой бригады 3-й гвардейской танковой армии 1-го Украинского фронта заместитель командира 6-го гвардейского танкового корпуса 1-го Украинского фронта | гвардии полковник                               | 25 декабря 1911 (7 января 1912) — 30.11.1976              | [ БС 152 ] [ ГС 154 ] [ НЛ 89 ] |